# Susumu Tonegawa
Susumu Tonegawa (利根川 進, Tonegawa Susumu), (Nagoia, 6 de setembro de 1939) é um cientista japonês.
Foi laureado com o Nobel de Fisiologia ou Medicina de 1987, por sua contribuição científica na descoberta dos princípios genéticos da geração da diversidade dos anticorpos.
Tonegawa descobriu que certos elementos da massa genética (ADN) podiam transferir-se e reagrupar-se no decurso do desenvolvimento ao passar da célula embrionária ao estado do linfócito B. Demonstrou que cada linfócito é capaz de formar o anticorpo necessário, ou seja, o anticorpo que o organismo necessita em cada momento. Perante uma agressão por um antígeno determinado, se produz uma resposta celular do organismo e produz a recombinação adequada de genes para formar o anticorpo específico contra esse antígeno. Com estas descobertas, Tonegawa chegou a formular a teoria de que a quantidade e qualidade da resposta imunológica está condicionada geneticamente.
Em 1987, recebeu o Prêmio Albert Lasker de Pesquisa Médica Básica.

## Publicações selecionadas (em inglês)
- List of publications by Susumu Tonegawa
- Tonegawa, S. (1983). Somatic generation of antibody diversity. Nature, 302(5909), 575-581.
- Gillies, S. D., Morrison, S. L., Oi, V. T., & Tonegawa, S. (1983). A tissue-specific transcription enhancer element is located in the major intron of a rearranged immunoglobulin heavy chain gene. Cell, 33(3), 717-728.
- Mombaerts, P., Iacomini, J., Johnson, R. S., Herrup, K., Tonegawa, S., & Papaioannou, V. E. (1992). RAG-1-deficient mice have no mature B and T lymphocytes. Cell, 68(5), 869-877.
- Silva, A. J., Stevens, C. F., Tonegawa, S., & Wang, Y. (1992). Deficient hippocampal long-term potentiation in alpha-calcium-calmodulin kinase II mutant mice. Science, 257(5067), 201-206.
- Haas, W., Pereira, P., & Tonegawa, S. (1993). Gamma/delta cells. Annual review of immunology, 11(1), 637-685.
- Tsien, Joe Z.; Huerta, Patricio T.; Tonegawa, Susumu (1996). «The Essential Role of Hippocampal CA1 NMDA Receptor–Dependent Synaptic Plasticity in Spatial Memory». Cell. 87 (7): 1327–1338. PMID 8980238. doi:10.1016/S0092-8674(00)81827-9
- Poss, K. D., & Tonegawa, S. (1997). Reduced stress defense in heme oxygenase 1-deficient cells. Proceedings of the National Academy of Sciences, 94(20), 10925-10930.
- Shen, J., Bronson, R. T., Chen, D. F., Xia, W., Selkoe, D. J., & Tonegawa, S. (1997). Skeletal and CNS defects in Presenilin-1-deficient mice. Cell, 89(4), 629-639.
- Nakazawa, K., Quirk, M. C., Chitwood, R. A., Watanabe, M., Yeckel, M. F., Sun, L. D., Kato, A., Carr, C.A., Johnston, D., Wilson, M.A., & Tonegawa, S. (2002). Requirement for hippocampal CA3 NMDA receptors in associative memory recall. Science, 297(5579), 211-218.
- Liu, X., Ramirez, S., Pang, P. T., Puryear, C. B., Govindarajan, A., Deisseroth, K., & Tonegawa, S. (2012). Optogenetic stimulation of a hippocampal engram activates fear memory recall. Nature, 484(7394), 381-385.
- Ramirez, S., Liu, X., Lin, P. A., Suh, J., Pignatelli, M., Redondo, R. L., Ryan, T.J., & Tonegawa, S. (2013). Creating a false memory in the hippocampus. Science, 341(6144), 387-391.